# Euphemios (Sizilien)
Euphemios (mittelgriechisch Εὐφήμιος, arabisch Fīmī, lateinisch auch Euthimius; † Sommer 827 in Enna) war ein byzantinischer Usurpator, der 826 auf Sizilien gegen Kaiser Michael II. revoltierte.

## Leben
Der Turmarch Euphemios kommandierte 826 die sizilische Themenflotte auf einem Feldzug gegen das arabische Nordafrika. Weil er angeblich eine Nonne namens Homoniza aus dem Kloster entführt und geheiratet hatte, forderte Kaiser Michael II. seine Bestrafung. Daraufhin stiftete Euphemios einen Aufstand an, besiegte den amtierenden Strategos von Sizilien Konstantinos und rief sich zum Rex aus. Zwar gelang es ihm zunächst, Syrakus einzunehmen, er wurde dann aber von kaisertreuen Truppen geschlagen.
Euphemios floh mit Frau und Kindern nach Nordafrika und bat die dort herrschenden Aghlabiden um Waffenhilfe. Angeblich versprach er ihnen Sizilien als tributpflichtige Provinz, sofern er Statthalter würde. Der Emir von Tunis, Ziyādat Allāh I., ging auf das Ersuchen des byzantinischen Überläufers ein und entsandte eine Invasionsarmee unter Asad ibn al-Furāt al-Harrānī nach Sizilien. Nachdem sie Marsala, das vormalige Lilybaeum, mit der Festung Mazara eingenommen hatten, marschierten die Araber mit ihren griechischen Verbündeten auf Syrakus, das sie aber trotz mehrmonatiger Belagerung nicht erobern konnten. Von byzantinischen Entsatztruppen zum Rückzug ins Landesinnere gezwungen, fiel Euphemios im Sommer 827 bei der Belagerung von Enna. Seine Rebellion leitete die islamische Eroberung Siziliens ein (siehe Islam in Italien).